# Otto Heinrich Lange
Otto Heinrich Lange (* 17. April 1821 in Bremervörde; † 17. April 1887 in Hannover) war ein deutscher Pianist, Chorleiter, Komponist und Herausgeber mehrerer Volkslied-Sammlungen. Die Arbeiten Langes zählen zu den Voraussetzungen zur Gründung des Niedersächsischen Kirchenchorverbandes.

## Leben

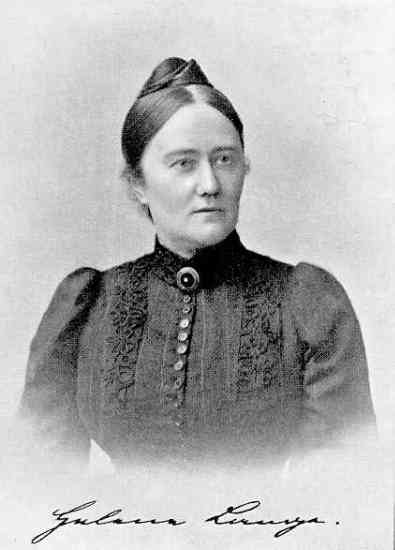
Langes Nichte Helene Lange;
Fotografie: Atelier Elvira, München, vor 1899

Geboren zur Zeit des Königreichs Hannover als Onkel väterlicherseits der späteren Frauenrechtlerin Helene Lange, durchlief Otto Heinrich Lange seine musikalische Ausbildung zunächst in Leipzig, dann auch in der seinerzeitigen Residenzstadt Hannover.
Nachdem Otto Heinrich Lange bereits 1854 in den Hannoverschen Künstlerverein eingetreten war, berief der in Hannover residierende König Georg V. den Musiker 1857 zum Zweiten Dirigenten des Königlichen Hof- und Kirchenchores, des späteren Hannoverschen Domchores, auch Hannoverscher Schlosskirchenchor genannt. Im Jahr der Annexion des Königreichs Hannover durch Preußen stieg Otto Heinrich Lange 1866 anfänglich zum Ersten Dirigenten „auf Probe“ auf, um im Folgejahr 1867 diese Stellung dann unbefristet einzunehmen, bis zu seinem Ruhestand im Jahr 1886.
In seiner Amtszeit steigerte Otto Heinrich Lange kontinuierlich die Qualität des von ihm geleiteten Chores, komponierte eigene Lieder und bearbeitete andere Chorwerke. Darüber hinaus gab Lange mehrere Sammlungen mit Volksliedern heraus.
Der Musikdirektor wurde laut dem Adressbuch der Königlichen Haupt- und Residenzstadt Hannover für 1866 mit der Goldenen Ehrenmedaille für Kunst und Wissenschaft ausgezeichnet.
Otto Heinrich Lange starb an seinem 66. Geburtstag in Hannover.

## Grabmal
Das Grabmal von Otto Heinrich Lange findet sich auf dem Stadtfriedhof Engesohde, Abteilung 39C, Grabnummer 8.

## Werke (Auswahl)
- Ausländischer Liederschatz. Sammlung ausländischer Volkslieder, hrsg. von Otto Heinrich Lange,
  - Leipzig: Edition Peters, 1886 (116 Seiten, nur Noten)
  - Leipzig: Edition Peters, [ca. 1910] (116 Seiten mit deutschen, französischen, englischen und italienischen Texten)
- Ausgewählte Lieder für eine Singstimme mit Klavierbegleitung, hrsg. von Hermann Brune (130 Seiten); Adolph Nagel Sortiment, Hannover, ca. 1880/1900 (1 Ex. im Bestand der Stadtbibliothek Hannover)
- Requiem, Es-Dur von Niccolò Jommelli, bearbeitet von Otto Heinrich Lange, Braunschweig: Litolff, (o. D., 63 Seiten)
- Kindes Traum in heiliger Nacht, Bearbeitung der deutschen Volksweise Stille Nacht, heilige Nacht für das Pianoforte, Leipzig: August Cranz, mit Widmung für den 1861 verstorbenen August Neithardt (Noten auf 7 Seiten)